# Oporinia distincta
Oporinia distincta är en fjärilsart som beskrevs av Harris 1933. Oporinia distincta ingår i släktet Oporinia och familjen mätare. Inga underarter finns listade i Catalogue of Life.